# August Finke
August Finke (* 12. August 1906 in Verden (Aller); † 31. Dezember 1995 in Oldenburg) war ein deutscher nationalsozialistischer Politiker (NSDAP/SRP) und Abgeordneter des Niedersächsischen Landtages.

## Leben
Finke studierte ab 1925 Staats- sowie Rechtswissenschaft und Nationalökonomie an den Universitäten in Berlin, Göttingen und Marburg. Das erste juristische Staatsexamen legte er 1930 mit „ausreichend“ ab. Bereits während der Studienzeit war er als freiwilliger Informant für den Sicherheitsdienst der NSDAP tätig. Folgerichtig trat er am 1. November 1931 der NSDAP bei (Mitgliedsnummer 709.485),.  Kurz vorher war er Mitglied der SS mit der (SS-Nummer 16.619) geworden. Ende 1934 hatte er sich für eine hauptamtliche Tätigkeit beim SD-Hauptamt beworben, die er im Januar 1935 im SD-Oberabschnitt Ost (Berlin) antrat. Das noch fehlende Zweite Staatsexamen legte er 1935 im zweiten Versuch beim Reichsprüfungsamt in Berlin ab. Danach leistete 1936 einen dreimonatigen Wehrdienst bei der Waffen-SS. Er war Obersturmbannführer und als Referent im Amt VI (SD-Ausland) des Reichssicherheitshauptamtes tätig. Anschließend war er für den SD an der deutschen Botschaft in Stockholm tätig. Hier erhielt er eine Abdeckung als Gehilfe des amtierenden Handelsattachés. Danach war er bis Mai 1945 im Reichsministerium des Innern.
Am 2. Oktober 1949 war August Finke Mitgründer der SRP und ab 1950 erster Vorsitzender des Landesverbandes der niedersächsischen SRP. Er war Mitglied des niedersächsischen Landtages in der zweiten Wahlperiode ab 6. Mai 1951 und stellvertretender Vorsitzender der Landtagsfraktion der SRP ab 13. Juli 1951. Im Zeitraum 15. Juli 1952 bis 23. Oktober 1952 trat er als Mitglied der Fraktion der Abgg. Dr. Schrieber und Gen. auf. Das Mandat von Finke erlosch wie das anderer SRP-Fraktionsmitglieder am 23. Oktober 1952 durch ein Urteil des Bundesverfassungsgerichts. (BVerfGE 2, 1). Das Gericht hielt in seinem Urteil fest, „Mit besonderem Eifer hat sich der Landesleiter von Niedersachsen Finke um alte Nationalsozialisten bemüht.“ Er wurde anschließend als Geschäftsführer des Land- und forstwirtschaftlichen Arbeitgeberverbandes Weser-Ems tätig.